# Circeaster helenae
Circeaster helenae is een zeester uit de familie Goniasteridae.
De wetenschappelijke naam van de soort werd in 2006 gepubliceerd door Christopher Mah.